# Beautiful Soul
Beautiful Soul er et album og en single af den amerikanske sanger og skuespiller Jesse McCartney.